# Pointe du Toulinguet
Het Pointe du Toulinguet is een kaap in de Finistère, in het uiterste westen van de Franse regio Bretagne. De kaap is het westelijkste punt van het schiereiland Crozon en ligt op het grondgebied van de gemeente Camaret-sur-Mer.

## Geschiedenis
In het begin van 19e eeuw werden er verschillende militaire versterkingen, waaronder een fort, gebouwd op de kaap. In 1848 werd er voorts een vuurtoren gebouwd. In het laatste kwart van de 19e eeuw werden daar vier batterijen aan toegevoegd. Tot op heden maakt de kaap deel uit van een militair domein.

## Vernoeming
De aan de oostkust van Canada gelegen Twillingate-eilanden en de op die archipel gelegen gemeente Twillingate zijn door Bretonse vissers vernoemd naar het Pointe du Toulinguet. De naam verbasterde door de overname van de Engelsen tot Twillingate.